# Districtul Yangpu
Yangpu (杨浦区 în chineză, Yángpǔ în pinyin) este un district rezidențial în Shanghai, Republica Populară Chineză. În Yangpu sunt situate printre cele mai prestigioase universități din China: Universitatea Fudan și Universitatea Tongji. Districtul este marginit de râul Huangpu în est și este legat de Pudong prin Podul Yangpu.